# Бельский, Юрий Иванович
Ю́рий Ива́нович Бе́льский (род. 21 октября 1928) — советский дипломат. Чрезвычайный и полномочный посол.

## Биография
На дипломатической работе с 1951 года.
- В 1951—1952 годах — сотрудник центрального аппарата МИД СССР.
- В 1952—1954 годах — сотрудник посольства СССР во Франции.
- В 1954—1961 годах — сотрудник центрального аппарата МИД СССР.
- В 1961—1962 годах — сотрудник посольства СССР в Мали.
- В 1962—1965 годах — сотрудник посольства СССР в Алжире.
- В 1965—1969 годах — на ответственной работе в центральном аппарате МИД СССР.
- В 1969—1974 годах — советник посольства СССР в Марокко.
- В 1974—1981 годах — на ответственной работе в центральном аппарате МИД СССР.
- С 5 сентября 1981 по 3 сентября 1987 года — чрезвычайный и полномочный посол СССР в Сенегале и Гамбии по совместительству[1][2].